# نيل كارمايكل
نيل كارمايكل هو فلاح وسياسي بريطاني، ولد في 15 أبريل 1961 في هكسهام ‏ في المملكة المتحدة. نشط حزبياً في حزب المحافظين. في انتخابات المملكة المتحدة لعام 2010، انتخب عضو البرلمان الخامس والخمسين للمملكة المتحدة ‏ عن دائرة ستراود وقد انضم خلال فترته النيابية ‏ (6 مايو 2010 – 30 مارس 2015) للكتلة البرلمانية حزب المحافظين وفي الانتخابات العامة في المملكة المتحدة 2015، انتخب عضو البرلمان السادس والخمسين للمملكة المتحدة ‏ عن دائرة ستراود وقد انضم خلال فترته النيابية ‏ (7 مايو 2015 – 3 مايو 2017) للكتلة البرلمانية حزب المحافظين.

## وصلات خارجية
- الموقع الرسمي